# 齊藤隆夫
齊藤隆夫（日语：さいとう・たかを，1936年11月3日—2021年9月24日），日本漫畫家，確立劇畫概念的人士之一。

## 生平
生於和歌山縣，大阪府堺市出身。曾居於東京都中野區、岩手縣花卷市。
1955年以《空気男爵》投稿到大阪的貸本漫畫出版社日之丸文庫而出道。1958年與前輩久呂田正美上東京發展，1959年與辰巳嘉裕等8人成立劇畫制作集團「劇畫工房」，1960年「劇畫工房」成員分裂而解散。1962年齊藤與横山正雄等貸本劇畫家成立「劇畫集團」。1964年齊藤為製作劇畫成立獨立的法人組織「さいとう・プロダクション」。
20世紀50年代末期日本的惡書追放運動導致貸本業界消失，此後齊藤轉向一般漫畫誌發展。作品《骷髏13》於1976年榮獲小學館漫畫賞的青年一般部門賞，2005年榮獲小學館漫畫賞審查委員特別賞。
2021年9月24日因胰臟癌逝世，享年84歲。

## 荣誉
齊藤隆夫因對漫畫界的貢獻，於2003年獲日本政府頒發紫綬褒章，2010年榮獲旭日小綬章。

## 外部連結
- さいとう・プロダクション （页面存档备份，存于）（日語）
- さいとう・プロダクション的X（前Twitter）（日語）
- さいとう・たかをインタビュー （页面存档备份，存于）（日語）
- インタビュー「プロ意識が支えた40年」『新刊ニュース』2009年4月号より抜粋の記事、インタビュアーは石川淳志 （页面存档备份，存于）（日語）
- 「“ゴルゴ”の最終回は頭の中に」さいとう・たかをのやり残したこと(週刊朝日2018年7月20日号インタビュー記事) （页面存档备份，存于）（日語）